# Diapsida
Die Diapsida (eingedeutscht: Diapsiden) sind eine Großgruppe der Sauropsiden (bzw. der Reptilien nach moderner Definition unter Einschluss der Vögel). Es handelt sich um die vielfältigste Sauropsidengruppe der Erdgeschichte. Die Diapsiden umfassen rein landlebende Vertreter, aber auch aquatische und flugfähige Formen. Sowohl die Anpassung an ein Leben im Wasser als auch die Flugfähigkeit entwickelte sich bei verschiedenen Diapsidengruppen mehrfach unabhängig voneinander.

## Merkmale

Schematische Darstellung eines diapsiden Schädels

Der Name „Diapsida“ bezieht sich auf die zwei Öffnungen in der Wangen- bzw. Schläfenregion (Tempora) hinter der Augenhöhle (Orbita), die oberes und unteres Schläfen- oder Temporalfenster genannt werden. Diese Schädelkonfiguration wird diapsider Schädel genannt (siehe auch Schädeltypen der Amnioten). Die Funktion der Fenster liegt in der Einsparung von Knochensubstanz sowie, damit einhergehend, einer Gewichtsreduktion und einer gewissen Flexibilität des Schädels. Außerdem bieten sie zusätzliche Wegsamkeiten und Ansatzstellen für die Kiefermuskulatur.
Die untere Öffnung wird durch die gleichen Schädelknochen umgrenzt, die auch beim einzigen Fenster im Schädel fossiler Synapsiden beteiligt sind: Squamosum (sq), Postorbitale (po) und Jugale (j) sowie ursprünglich auch Quadratojugale (qj). Das obere Fenster wird von Squamosum, Postorbitale und Parietale (p) eingefasst, bei fossilen Vertretern tritt nicht selten noch das Postfrontale hinzu.
Der diapside Schädel ist zwar das Nominalmerkmal der Diapsiden, jedoch repräsentiert er einen eher ursprünglichen Zustand, der im Verlauf der Diapsidenevolution gleich mehrfach unabhängig in verschiedenen Gruppen verändert wurde:
- Bei den Schuppenkriechtieren (Squamata), zu denen zum Beispiel die Eidechsen gehören, wie auch bei einigen frühen Formen der Archosauromorpha ist kein unterer Temporalbogen vorhanden (sog. katapside Schädelkonfiguration). Vermutlich geht sowohl der untere Temporalbogen der Brückenechsen als auch jener der Krokodile nicht auf die ursprüngliche diapside Schädelkonfiguration von z. B. Petrolacosaurus zurück, sondern ist sekundär aus einem katapsiden Zustand heraus neu entstanden.[2]
- Sollten die Schildkröten zu den Diapsiden gehören, dann wären bei ihnen beide Schläfenfenster wieder komplett verschlossen.
- Auch bei den heutigen Vögeln ist die ursprünglich diapside Schädelanatomie durch zahlreiche Modifikationen des Schädels im Zuge der Anpassung an das Fliegen und der Entwicklung des Bewegungsapparates des Schnabels nicht mehr erkennbar.
- Ebenso sind bei Doppelschleichen und Schlangen, beides Untergruppen der Squamaten mit jeweils zum Teil hochspezialisierten Schädeln, keine offensichtlichen Schläfenfenster mehr vorhanden.

## Systematik

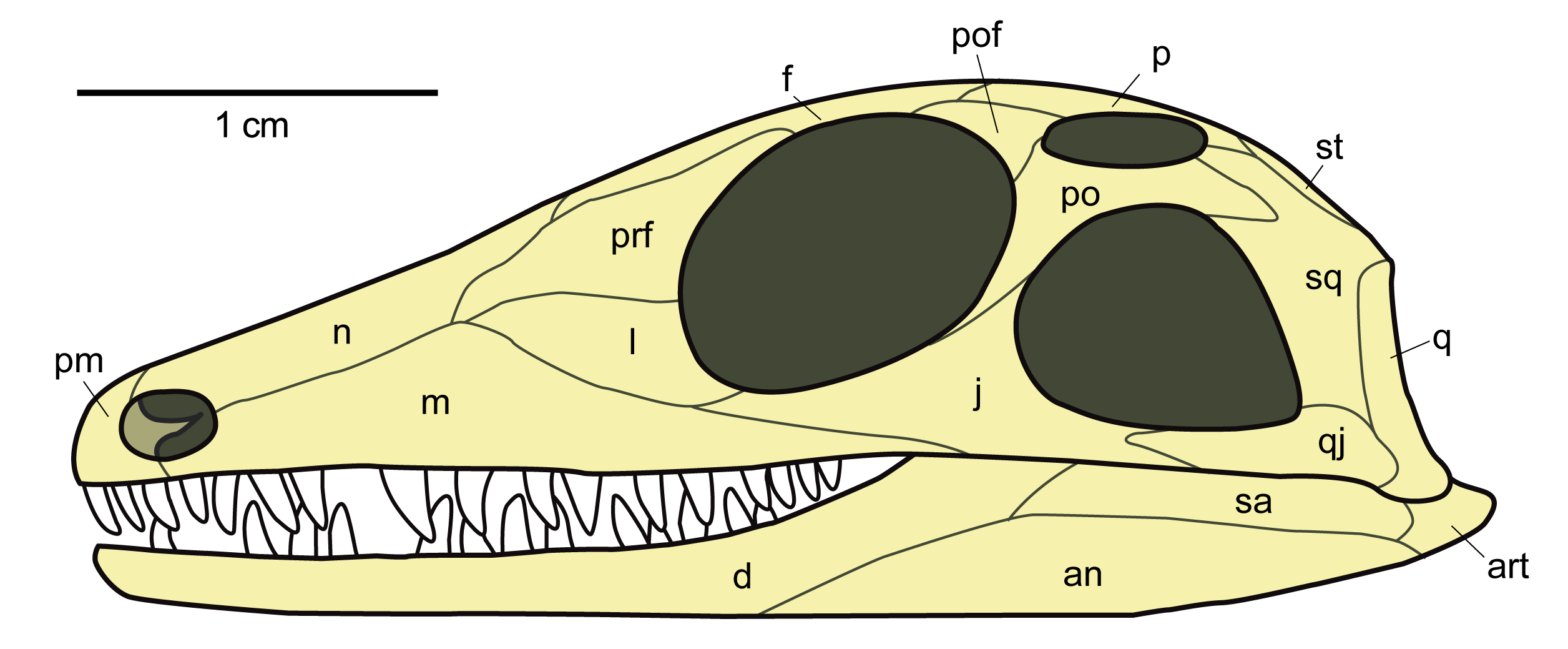
Schädelzeichnung von Youngina, einem ursprünglichen diapsiden Reptil aus dem Perm des Karoo-Beckens in Südafrika.

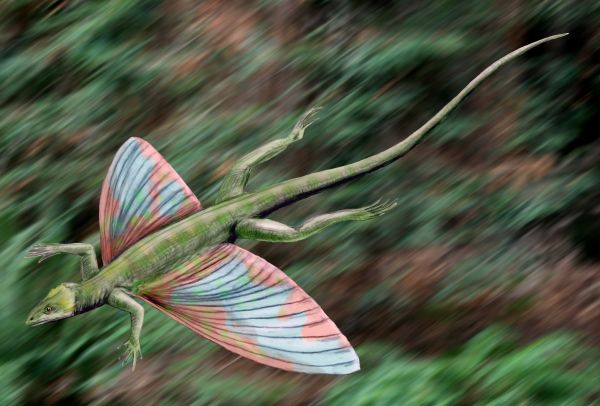
Lebendrekonstruktion des Avicephalen Coelurosauravus aus dem Perm von Europa und Madagaskar

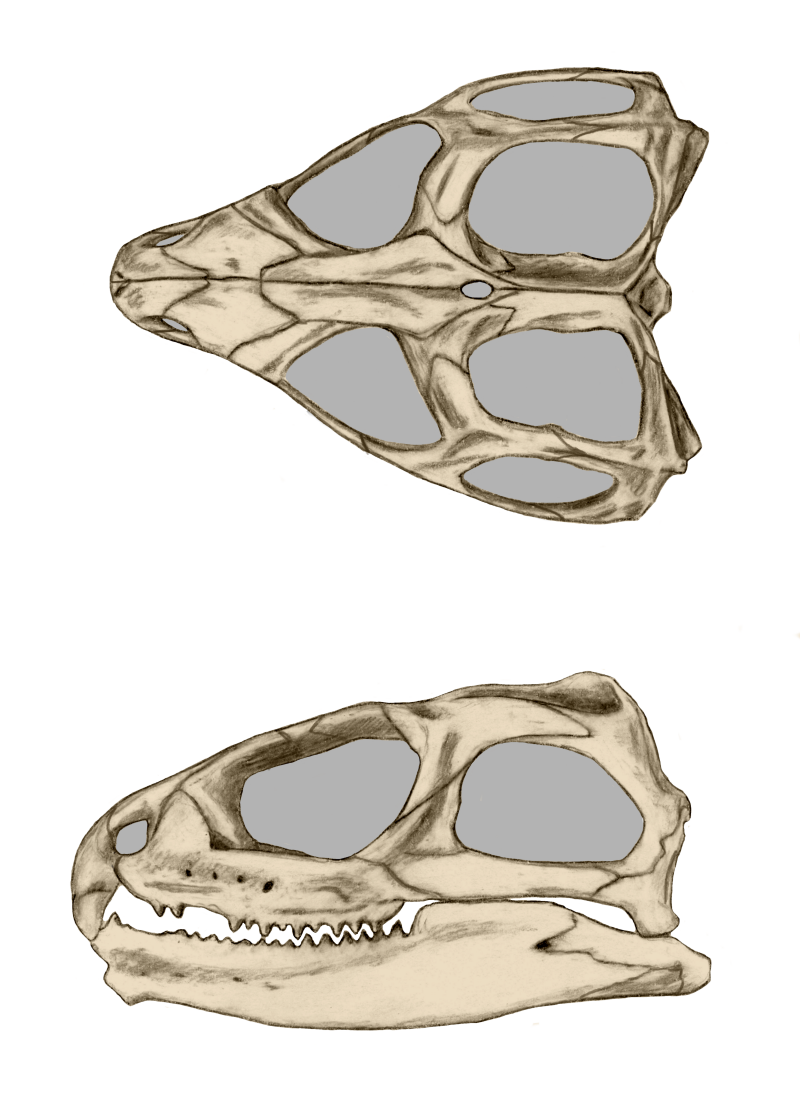
Zeichnung des Schädels der Brückenechse (Sphenodon). Im Gegensatz zu Youngina ist hier das Quadratojugale nicht am unteren Temporalbogen beteiligt.

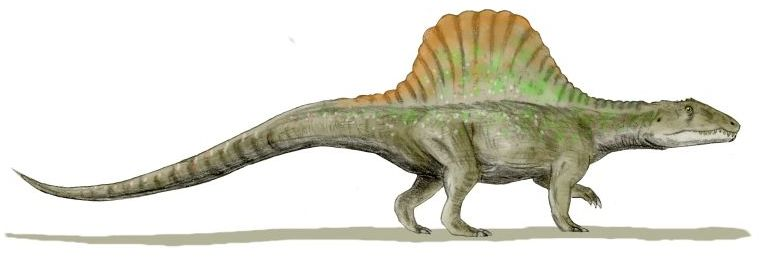
Lebendrekonstruktion von Arizonasaurus, einem großen Archosaurier aus der Mittleren Trias von Nordamerika

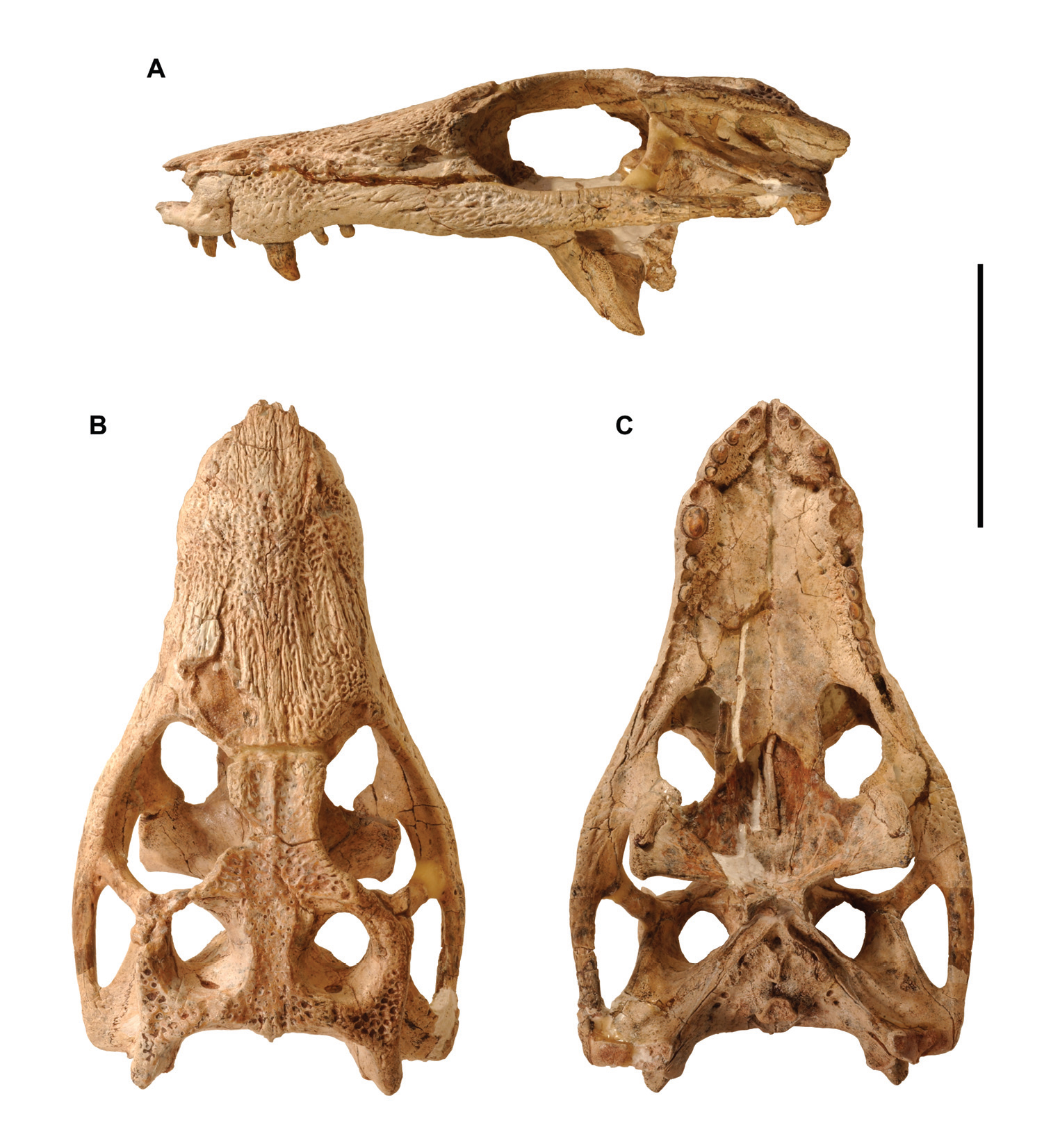
Schädel von Araripesuchus, einem Krokodil aus der Kreide von Nordafrika
(a von der Seite, b von oben, c von unten)

### Grundlegendes
Die Diapsida sind nach traditioneller Auffassung eine Unterklasse der Klasse der Reptilien (Reptilia). Die Reptilien sind jedoch keine natürliche Verwandtschaftsgruppe (Monophylum). Vögel und Säugetiere stammen von permomesozoischen Landwirbeltieren ab, die der klassischen Definition der Reptilia entsprechen, da sie festschalige Eier legten und sowohl unbehaart als auch ungefiedert waren. Vögel und Säugetiere selbst entsprechen dieser klassischen Definition jedoch nicht und werden den Reptilia deshalb traditionell nicht hinzugerechnet. Da dieser Ausschluss aber die Evolution nicht korrekt abbildet, ist das klassische Konzept der Reptilia durch das neuere Konzept der Amniota ersetzt worden. Die Amnioten umfassen alle Landwirbeltiere, die sich unabhängig von Wasser fortpflanzen können, ohne Berücksichtigung ihrer Körperbedeckung.

### Äußere Systematik
Die Amnioten sind in zwei Hauptlinien gegliedert: die Sauropsida (Reptilia) mit den heutigen Reptilien und Vögeln und die Synapsida mit den heutigen Säugern. Die Diapsiden sind demnach eine Untergruppe der Sauropsida. Bezieht man fossile Taxa mit ein, zerfallen die Sauropsida bzw. Reptilia in zwei Großgruppen: die Eureptilia und die Parareptilia (Anapsida). Die Diapsiden sind dann eine Untergruppe der Eureptilien.
|           | Captorhinidae †                                            |
|           |                                                            |
| Romeriida | \| \| Paleothyris † \| \| \| \| \| \| Diapsida \| \| \| \| |
|           | \| \| Paleothyris † \| \| \| \| \| \| Diapsida \| \| \| \| |
|           | Paleothyris †                                              |
|           |                                                            |
|           | Diapsida                                                   |
|           |                                                            |

|  | Paleothyris † |
|  |               |
|  | Diapsida      |
|  |               |

|           | Captorhinidae †                                            |
|           |                                                            |
| Romeriida | \| \| Paleothyris † \| \| \| \| \| \| Diapsida \| \| \| \| |
|           | \| \| Paleothyris † \| \| \| \| \| \| Diapsida \| \| \| \| |
|           | Paleothyris †                                              |
|           |                                                            |
|           | Diapsida                                                   |
|           |                                                            |

|  | Paleothyris † |
|  |               |
|  | Diapsida      |
|  |               |

|           | Captorhinidae †                                            |
|           |                                                            |
| Romeriida | \| \| Paleothyris † \| \| \| \| \| \| Diapsida \| \| \| \| |
|           | \| \| Paleothyris † \| \| \| \| \| \| Diapsida \| \| \| \| |
|           | Paleothyris †                                              |
|           |                                                            |
|           | Diapsida                                                   |
|           |                                                            |

|  | Paleothyris † |
|  |               |
|  | Diapsida      |
|  |               |

|           | Captorhinidae †                                            |
|           |                                                            |
| Romeriida | \| \| Paleothyris † \| \| \| \| \| \| Diapsida \| \| \| \| |
|           | \| \| Paleothyris † \| \| \| \| \| \| Diapsida \| \| \| \| |
|           | Paleothyris †                                              |
|           |                                                            |
|           | Diapsida                                                   |
|           |                                                            |

|  | Paleothyris † |
|  |               |
|  | Diapsida      |
|  |               |

### Innere Systematik
Die rezenten Diapsiden gliedern sich in zwei Hauptgruppen: die Schuppenechsen (Lepidosauria) mit den Brückenechsen, „Echsen“ und Schlangen, und die Archosauria mit den Krokodilen und Vögeln. Auch hier ist unter Einbeziehung fossiler Taxa die Systematik etwas komplizierter (siehe unten). Nach neueren Erkenntnissen sind wahrscheinlich auch die Schildkröten Diapsiden.
Die frühesten Fossilfunde von Diapsiden stammen aus dem Oberkarbon Nordamerikas. Es handelt sich dabei um verhältnismäßig kleine, eidechsenähnliche Vertreter, die unter den Namen Petrolacosaurus und Spinoaequalis beschrieben wurden. Beides sind sehr ursprüngliche Diapsiden, die vor der Aufspaltung in Lepidosauria und Archosauria lebten.
- Diapsida
  - Araeoscelidia †
  - Avicephala †
  - Thalattosauria †
  - Younginiformes †
  - Ichthyopterygia †
  - Lepidosauromorpha
    - Eolacertilia †
    - Sauropterygia †
    - Schuppenechsen (Lepidosauria)
      - Sphenodontia: Brückenechsen und ausgestorbene Verwandte
      - Schuppenkriechtiere (Squamata): „Echsen“, Doppelschleichen und Schlangen

  - Archosauromorpha
    - Choristodera †
    - Prolacertiformes †
    - Rhynchosauria †
    - Trilophosauria †
    - Archosauria
      - Crurotarsi
        - Aetosauria †
        - Phytosauria †
        - Rauisuchia †
        - Crocodylomorpha: Krokodile und ausgestorbene Verwandte

      - Ornithodira
        - Flugsaurier (Pterosauria) †
        - Dinosaurier (Dinosauria)
          - Vögel (Aves)